# Kong (Six Flags Discovery Kingdom)
Pour les articles homonymes, voir Kong.
Kong est un parcours de montagnes russes inversées situé dans le parc Six Flags Discovery Kingdom à Vallejo, en Californie. 

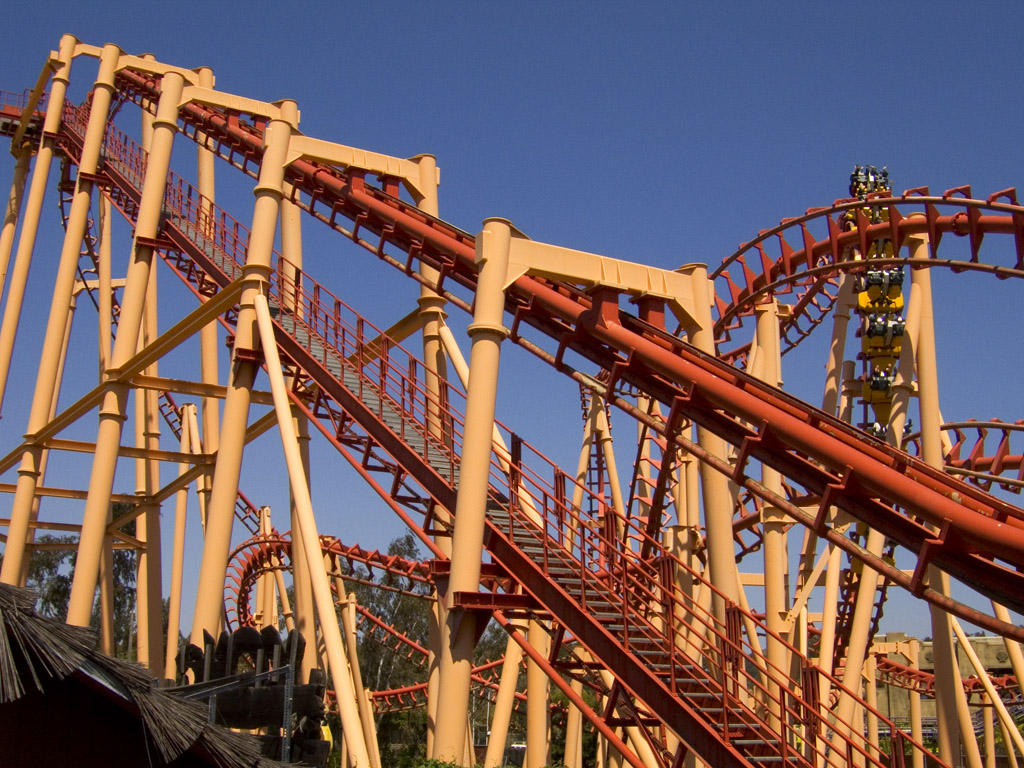
Vue globale de l'attraction.

Kong est une déclinaison du standard Vekoma SLC 689 mais a d'abord été construite sous le nom The Hangman à Opryland USA en 1995. L'attraction a été démontée en 1997, vendue en raison de la fermeture du parc et reconstruite en 1998 dans The New Marine World Theme Park, renommé ensuite Six Flags Discovery Kingdom.
À son ouverture il fut le plus haut et le plus long parcours de montagnes russes inversées de Californie du Nord, mais il est désormais battu par Flash: Vertical Velocity et Medusa.